# Horten H IV

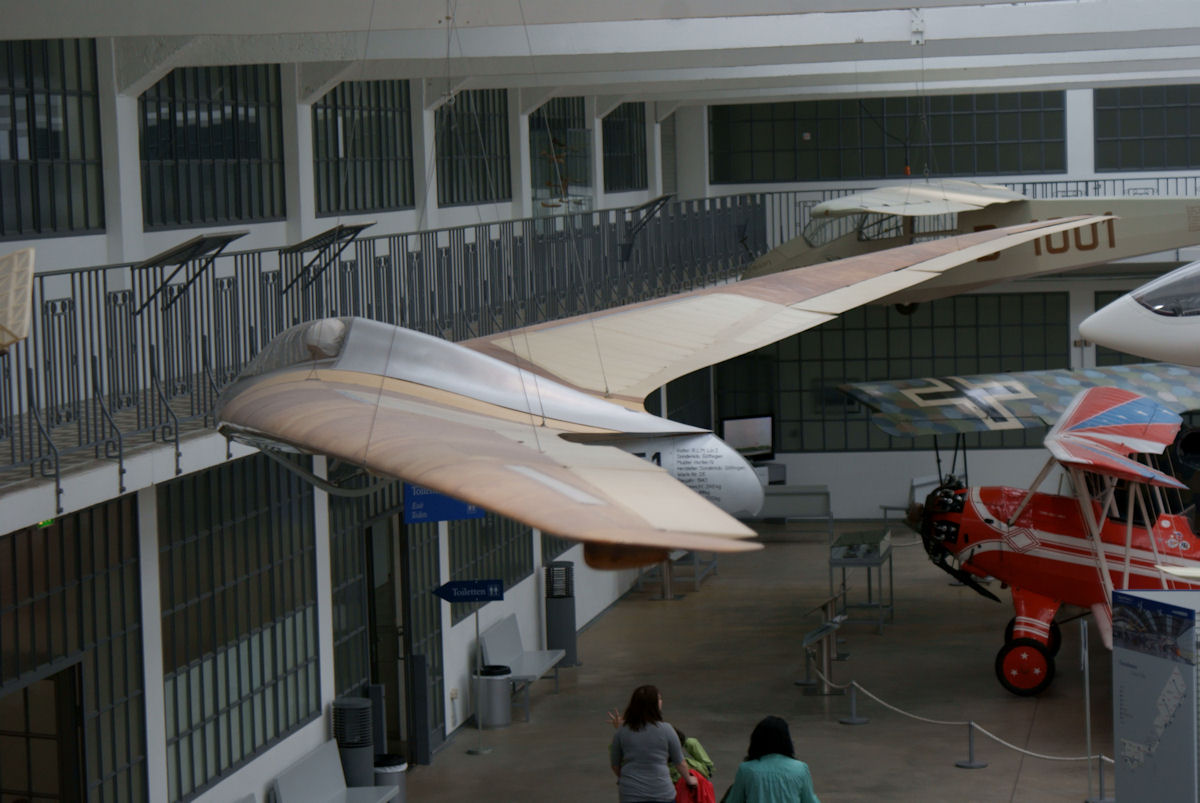

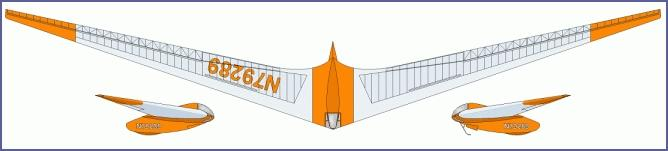
Zeichnung der H IV, Zustand 1950 in den USA

Die Horten H IV war ein Nurflügel-Versuchssegelflugzeug der Brüder Horten.

## Geschichte
Entworfen und gebaut wurde die erste H IV 1940/41 in Königsberg als Hochleistungssegler. Da keine offizielle Genehmigung oder Auftrag vorlag, erfolgte der Bau im Geheimen. Beim Erstflug im Mai 1941 mit dem Piloten Heinz Scheidhauer wurde bereits eine Flugdauer von über einer Stunde erreicht. Der Bau drei weiterer Exemplare erfolgte in Göttingen, die in der ersten Jahreshälfte 1943 die Flugerprobung aufnahmen. Im Dezember 1944 wurde ein weiteres Exemplar in Bad Hersfeld mit einer Laminarprofil-Tragfläche gebaut und als H IVb bezeichnet. Das Profil kopierte man von einer North American P-51, nachdem bei Windkanalversuchen der DVL hierfür überraschend geringe Widerstandswerte gemessen wurden. Allerdings erwies sich das Profil für die niedrigen Re-Zahlen im Segelflug als wenig geeignet. Bei einem Versuchsflug am 18. Januar 1945 vom Fliegerhorst Göppingen aus musste der Pilot Hermann Strebel wegen bei höherer Geschwindigkeit auftretenden Flatterns abspringen und starb, weil die Öffnungsautomatik seines Fallschirms, der vor dem Start nicht in die vorgesehenen Gurte eingehängt worden war, versagte. Da dieses Phänomen aber auch bei den H IV ohne Laminarprofil auftrat, ist es unsicher, ob das Flattern darauf zurückzuführen war. Die Produktion von weiteren 10 Exemplaren der H IVb wurde nach dem Unfall gestoppt.
Eine in die USA verbrachte H IV wurde in den 1950ern von dem bekannten in die USA ausgewanderten Me-163-Testpiloten Rudolf Opitz erfolgreich auf nationalen Segelflug-Wettbewerben geflogen. Ein Foto dieser in Silber und Orange lackierten Maschine ziert den Einband der Autobiographie von Reimar Horten, wobei der sich der in den silbernen Bereichen spiegelnde Himmel den Eindruck entstehen lässt die Maschine wäre Blau/Orange.
Die H IV soll auch als Horten Ho 251 bezeichnet worden sein.

## Konstruktion
Das Flugzeug war ein hecklose Nurflügelkonstruktion ohne Seitenstabilisierungsflossen in Gemischtbauweise. Der Pilot lag im Bug in Bauchlage, wobei die Beine in eine Rumpfgondel ragten.

## Erhaltene Exemplare
Eine H IV von 1943 ist in der Flugwerft Schleißheim ausgestellt. Ein Nachbau wurde im Jahr 2016 fertiggestellt.

## Technische Daten
| Kenngröße             | Daten H IVa         | Daten H IVb          |
| --------------------- | ------------------- | -------------------- |
| Besatzung             | 1                   | 1                    |
| Länge                 | 3,65 m              | 3,65 m               |
| Spannweite            | 20,3 m              | 20,3 m               |
| Höhe                  | 2,0 m               | 2,0 m                |
| Flügelfläche          | 18,9 m²             | 18,9 m²              |
| Flügelstreckung       | 21,8                | 21,8                 |
| V-Stellung            | 5°                  | 5°                   |
| Gleitzahl             | 31                  |                      |
| Geringstes Sinken     | 0,5 m/s bei 60 km/h | 0,45 m/s bei 70 km/h |
| Leermasse             | 250 kg              | 270 kg               |
| Startmasse            | 330 kg              | 350 kg               |
| Landegeschwindigkeit  | 55 km/h             | 60 km/h              |
| Höchstgeschwindigkeit | 200 km/h            | 200 km/h             |